# Người Mỹ gốc Đài Loan
Người Mỹ gốc Đài Loan (tiếng Anh: Taiwanese Americans, tiếng Trung: 臺灣裔美國人; Hán-Việt: Đài Loan duệ Mỹ Quốc nhân; bính âm: Táiwānyì Měiguórén) là người Mỹ mang nguồn gốc tổ tổ tiên toàn phần hoặc một phần từ đảo Đài Loan hiện đang tranh chấp ở Đông Á. Điều này bao gồm các công dân Mỹ có nguồn gốc từ người di cư từ Đài Loan.
Đài Loan hiện hoạt động như một nhà nước độc lập, chính thức được gọi là "Trung Hoa Dân Quốc" (không nên nhầm lẫn với Cộng hòa Nhân dân Trung Hoa, một nước thành viên của Liên Hợp Quốc mà tuyên bố Đài Loan là tỉnh thứ 23 của nước này). Đài Loan không phải là một thành viên của Liên Hợp Quốc và chỉ được công nhận bởi 17 quốc gia nhỏ. Hoa Kỳ coi Đài Loan là một thực thể có tình trạng không xác định, không công nhận đó là một quốc gia cũng không phải là một tỉnh của Trung Quốc, trong khi vẫn coi Đài Loan là một quốc gia độc lập trong nhiều vấn đề không chính thức. Hoa Kỳ duy trì quan hệ không chính thức với Đài Loan thông qua "Đạo luật quan hệ Đài Loan-Hoa Kỳ", đại sứ quán gọi là "Viện Mỹ tại Đài Loan". Các tài liệu chính thức của TRA và Hoa Kỳ gọi chính quyền trên hòn đảo Đài Loan là "Đài Loan", không có bất kỳ tên gọi nào là "tỉnh của Trung Quốc".
Theo điều tra dân số Hoa Kỳ năm 2010, 49% những người tự coi mình là người Đài Loan sống ở bang California. New York và Texas có dân số người Mỹ gốc Đài Loan lớn thứ hai và thứ ba, tương ứng.

## Lịch sử
Số lượng người nhập cư từ Đài Loan trước những năm 1950 là không đáng kể. Ban đầu, người Đài Loan bản địa, nhưng sống, của lục so với thế kỷ 17 và 18 nhà Thanh chủ yếu từ người Mân Nam, Khách Gia người của hệ thống đến cô chuyển. Chiến tranh Thanh-Nhật năm 1895 chủ quyền của Đài Loan trong di cư đến Nhật Bản, đã quyết định rằng hiện đại hóa được đẩy mạnh.
Ở Đài Loan trước chiến tranh, nhập cư vào Hoa Kỳ hầu như chưa được mở. Vào những năm 1840, Đài Loan không nhận được nhiều sự chú ý khi các công ty Mỹ bắt đầu bảo đảm lực lượng lao động giá rẻ cần thiết cho sự phát triển của Hawaii và Bờ Tây ở Châu Á.
Năm 1949 từ Đảng Cộng sản ở Trung Quốc đại lục Cộng hòa Nhân dân Trung Hoa do thực tế được thực hiện, và Tưởng Giới Thạch của Quốc dân Đảng đã rút về Đài Loan. Trong Chiến tranh Lạnh, Hoa Kỳ công nhận Trung Hoa Dân quốc do Quốc gia lãnh đạo là chính phủ hợp pháp duy nhất trên khắp Trung Quốc cho đến năm 1979. Kết quả là, cùng một số người nhập cư từ Đài Loan đã được phân bổ như ở Trung Quốc đại lục. 1952 đến, theo thứ tự của bốn ưu tiên được dựa trên kỹ năng nghề và mối quan hệ gia đình, chẳng hạn như visa định hệ thống để định giá trị "Luật Di Trú và Quốc tịch", 1965 và khung triệu tập của gia đình rời rạc bởi những người nhập cư, một số chuyên nghiệp Với việc thành lập Đạo luật Di trú sửa đổi Hồi giáo, đã thiết lập khuôn khổ cơ bản để chấp nhận người nhập cư là hai loại ưu tiên chính, các điều kiện để di cư sang Hoa Kỳ đã được nới lỏng. Một người đã đi Mỹ. Chính phủ Đảng Cộng sản đã cấm người nhập cư vào Hoa Kỳ vào năm 1977 và các luật liên quan đến Đài Loan ban hành năm 1979 sau khi bình thường hóa quan hệ ngoại giao Mỹ-Trung, số lượng người nhập cư đã được giao cho Trung Quốc đại lục gần như không thay đổi. Sẽ được chỉ định.
Phần lớn những người nhập cư vào Hoa Kỳ trước cuối những năm 1960 được gọi là các bộ ngoại giao đã rời khỏi Trung Quốc do thất bại của cuộc nội chiến và chuyển đến Đài Loan với Quốc dân đảng. Kể từ đó, tỷ lệ trụ sở sống ở Đài Loan kể từ trước cuộc nội chiến bắt đầu tăng dần. Từ nửa cuối thập niên 1970, sự phát triển kinh tế và đàn áp chính trị của Đài Loan bắt đầu dịu xuống, dẫn đến số lượng người di cư giảm.

## Nhân khẩu

### Dân số
Cục Thống kê Dân số Hoa Kỳ phân loại người nhập cư như Hồng Kông, Đài Loan, Singapore và Tây Tạng là "người Mỹ gốc Hoa". Hiệp hội Formosa về các vấn đề công cộng (FAPA) ước tính sơ bộ số lượng người Mỹ gốc Á tại Hoa Kỳ từ Đài Loan và con cháu của họ, khoảng 50 triệu người. Nhiều người trong số họ là "người Đài Loan" và hiện tại không có dữ liệu thống kê đầy đủ.
Trong Tổng điều tra dân số Hoa Kỳ năm 2010, các lựa chọn "Dân tộc châu Á" là Trung Quốc, Nhật Bản, Hàn Quốc, Ấn Độ châu Á, v.v. Để có thêm tiền phân phối trong các khoản chiếm dụng liên bang, Hoa Kỳ và Hoa Kỳ đã triển khai các hoạt động trên Internet (như Facebook và Youtube) và các phương tiện truyền thông chính thống khác để quảng bá "cuộc sống ở Đài Loan" hoặc "cha mẹ là người Đài Loan". Cư dân hoặc công dân Mỹ, kiểm tra "Người châu Á khác" khi điền vào các lựa chọn dân tộc và điền vào Taiwanese (người Đài Loan) thay vì Chinese (người Trung Quốc). Trên thực tế, nhiều tổ chức đã nộp đơn lên chính phủ liên bang về lựa chọn tăng số lượng "người Đài Loan" trong các cuộc điều tra trước đây. Tuy nhiên, các bộ phận liên quan đã không được liệt kê trong mẫu điều tra dân số do áp lực chính trị. Tuy nhiên, trong một số thống kê, người Đài Loan độc lập với các nhóm dân tộc khác. Cuối cùng, dữ liệu chính thức được công bố, số lượng "người Đài Loan" là 230.382
Khu vực có nhiều dân tộc nhất là Thung lũng San Gabriel, quận Los Angeles (thành phố hoặc cộng đồng như Monterey Park, Alhambra, San Gabriel, Rosemead, Temple City), Arcadia, San Marino, Nam Pasadena, Walnut, Diamond Bar, Hacienda Heights và Rowland Heights. Ngoài ra, có nhiều cộng đồng Đài Loan quy mô lớn ở Quận Cam, California, Khu vực vịnh San Francisco (bao gồm Thung lũng Silicon) và New Jersey, Washington, Texas, Illinois và Georgia.

### Ngôn ngữ
Trong khi thế hệ người nhập cư Đài Loan đầu tiên chia sẻ câu chuyện chính thức của Bắc Kinh như một ngôn ngữ chung, có nhiều người nói tiếng Đài Loan, và có một số ít người nói tiếng Khách Gia. Người nhập cư trụ sở nói tiếng Nhật như ngôn ngữ thứ hai vì ông được giáo dục trong thời cai trị của Nhật Bản. Con cái của họ, bất kể họ có học trường Trung Quốc hay không, đã nói những câu chuyện Bắc Kinh thời thơ ấu do thừa hưởng ngôn ngữ, nhưng như với hầu hết những người nhập cư ở Hoa Kỳ, họ già đi Kết quả là, có nhiều trường hợp quên đi những câu chuyện Bắc Kinh được thừa hưởng từ cha mẹ. Nhiều người nhập cư thế hệ thứ hai của Đài Loan nói ít tiếng Bắc Kinh và nói tiếng Đài Loan như ngôn ngữ thứ hai, nhưng mức độ kỹ năng đàm thoại khác nhau rất nhiều giữa các cá nhân. Ngược lại, một gia đình của những người nhập cư từ khu vực đô thị Đài Bắc nói tiếng Bắc Kinh như một ngôn ngữ thứ hai, ít hiểu biết về tiếng Đài Loan. Maika Nisei, người có nguồn gốc từ Khách Gia, cũng nói văn hóa dân gian Bắc Kinh như một ngôn ngữ thứ hai. Nhiều người nhập cư Khách Gia nói rằng họ hiểu cả ba ngôn ngữ: văn hóa dân gian Bắc Kinh, Đài Loan và Khách Gia. Chủng tộc hỗn hợp của Mân Nam và Khách Gia nói rằng họ chỉ nói những câu chuyện chính thức của Bắc Kinh như một ngôn ngữ thứ hai. Người di cư Nisei, người lớn lên trong một chủng tộc hỗn hợp gồm người Mân Nam và người nước ngoài, hoặc một gia đình người nước ngoài thuần túy, nói rằng hầu hết họ chỉ sử dụng ngôn ngữ chính thức Bắc Kinh là ngôn ngữ thứ hai và không hiểu tiếng Đài Loan.

## Quyền công dân
Vào những năm 1960, nhiều người Mỹ gốc Đài Loan đã chọn biến nước Mỹ thành nền tảng của cuộc sống của họ và trốn thoát khỏi vụ bắt giữ và hành quyết khủng bố trắng của Đảng Quốc gia. Những cải thiện về điều kiện kinh tế Đài Loan vào cuối những năm 1970 và đầu những năm 1980 đã dẫn đến sự sụt giảm tỷ lệ di cư của người di cư. Tự do hóa Chính trị Đài Loan trong những năm 1990 đã khuyến khích những người bị buộc phải sống ở nước ngoài vì lý do chính trị để trở về nước.
Vì cam kết trung thành với Hoa Kỳ không yêu cầu từ bỏ quốc tịch cho đến lúc đó, Chủ tịch nước Cộng hòa Nhân dân Trung Hoa cũng từ bỏ quyền công dân của Cộng hòa Nhân dân Trung Hoa khỏi Bộ Nội vụ Cộng hòa Nhân dân Trung Hoa thông qua Văn phòng Hoa Kỳ. Quyền công dân sẽ không bị dập tắt trừ khi được Bộ Nội vụ áp dụng và phê duyệt. Trừ khi có đơn xin từ bỏ chính thức, chính phủ Trung Quốc đã thận trọng để đảm bảo rằng công dân Hoa Kỳ có Quốc tịch Hoa Kỳ tiếp tục là công dân của Trung Hoa Dân Quốc, và cũng cho phép quyền bỏ phiếu trong các cuộc bầu cử được tổ chức tại Trung Hoa Dân quốc.